# Râul Băbeni
Râul Băbeni este un curs de apă, afluent al Râmnicului Sărat. 